# Kahla
Kahla – miasto w Niemczech, w kraju związkowym Turyngia, w powiecie Saale-Holzland, siedziba wspólnoty administracyjnej Südliches Saaletal, chociaż miasto do niej nie należy.

## Współpraca
Miejscowość partnerska:
- Schorndorf, Badenia-Wirtembergia